# (182122) Sepan
(182122) Sepan est un astéroïde de la ceinture principale.

## Description
(182122) Sepan est un astéroïde de la ceinture principale. Il fut découvert le 26 août 2000 à Cerro Tololo par Marc William Buie. Il présente une orbite caractérisée par un demi-grand axe de 2,87 UA, une excentricité de 0,11 et une inclinaison de 9,4° par rapport à l'écliptique.